# Abdullah al-Váked
Abdullah al-Váked al‑Sahraní (arabul: عبد الله الواكد الشهراني); 1975. szeptember 29. –) szaúd-arábiai válogatott labdarúgó.

## Pályafutása

### Klubcsapatban
1994 és 2002 között az Es-Sabáb csapatában játszott. 2002 és 2003 között az El-Áhlí játékosa volt. 2003 és 2007 között az El-Áttihád labdarúgója volt, melynek tagjaként 2004-ben és 2005-ben megnyerte az AFC-bajnokok ligáját, 2007-ben pedig bajnoki címet szerzett. 2007 és 2010 között az En-Naszr együttesében szerepelt. 

### A válogatottban
2000 és 2010 között 78 alkalommal játszott a szaúd-arábiai válogatottban és 21 gólt szerzett. Részt vett az 1996. évi nyári olimpiai játékokon, az 1999-es konföderációs kupán, a 2000-es Ázsia-kupán és a 2002-es világbajnokságon.

## Sikerei, díjai
Es-Sabáb
- Kupagyőztesek Ázsia-kupája győztes (1): 2000–01

El-Ittihád
- Szaúd-arábiai bajnok (1): 2006–07
- AFC-bajnokok ligája győztes (2): 2004, 2005

Szaúd-Arábia
- Ázsia-kupa döntős (1): 2000